# Tỉnh trưởng Chính phủ Nhân dân tỉnh Chiết Giang
Tỉnh trưởng Chính phủ Nhân dân tỉnh Chiết Giang (tiếng Trung: 浙江省人民政府省长, bính âm: Zhè Jiāng shěng rénmín zhèngfǔ shěng zhǎng, Chiết Giang tỉnh Nhân dân Chính phủ Tỉnh trưởng) được bầu cử bởi Đại hội Đại biểu nhân dân tỉnh Chiết Giang, lãnh đạo bởi thành viên của Đảng Cộng sản Trung Quốc. Cán bộ, công chức lãnh đạo, là Tỉnh trưởng Chính phủ Nhân dân tỉnh  Chiết Giang có cấp bậc Bộ trưởng, thường là Ủy viên Ủy ban Trung ương Đảng Cộng sản Trung Quốc các khóa. Tỉnh trưởng Chính phủ Nhân dân là lãnh đạo thứ hai của tỉnh, đứng sau Bí thư Tỉnh ủy. Tỉnh trưởng Chính phủ Nhân dân tỉnh  Chiết Giang đồng thời là Phó Bí thư Tỉnh ủy tỉnh Chiết Giang.
Trong lịch sử Cộng hòa Nhân dân Trung Hoa, chức vụ Tỉnh trưởng Chính phủ Nhân dân tỉnh  Chiết Giang có các tên gọi là Chủ tịch Chính phủ Nhân dân tỉnh Chiết Giang (1949 - 1955), Tỉnh trưởng Ủy ban Nhân dân tỉnh Chiết Giang (1955 - 1967), Chủ nhiệm Ủy ban Quân Giải phóng Nhân dân Trung Quốc Kiểm soát tỉnh Chiết Giang (1967 - 1968), Chủ nhiệm Ủy ban Cách mạng tỉnh Chiết Giang (1968 - 1979), và Tỉnh trưởng Chính phủ Nhân dân tỉnh Chiết Giang (1979 đến nay). Tất cả các tên gọi này dù khác nhau nhưng cùng có ý nghĩa là Thủ trưởng Hành chính tỉnh Chiết Giang, tức nghĩa Tỉnh trưởng Chính phủ Nhân dân tỉnh Chiết Giang hiện nay.
Tỉnh trưởng Chính phủ Nhân dân tỉnh  Chiết Giang hiện tại là Vương Hạo.

## Lịch sử

### Thời kỳ đầu

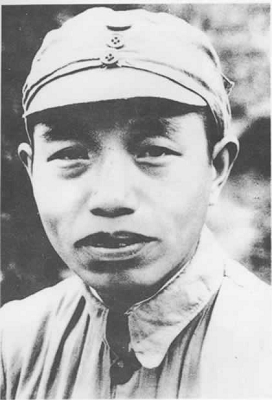
Đàm Chấn Lâm (1902 – 1983), Ủy viên Bộ Chính trị, Phó Tổng lý Quốc vụ viện, Lãnh đạo cấp Phó Quốc gia, Tỉnh trưởng Chính phủ Nhân dân tỉnh Chiết Giang đầu tiên (1949 – 1955).

Vào tháng 7 năm 1949, Chính phủ Nhân dân tỉnh Chiết Giang được thành lập. Đàm Chấn Lâm (谭震林. 1902 – 1983) là Chủ tịch Chính phủ Nhân dân tỉnh Chiết Giang giai đoạn 1949 – 1955, đồng thời cũng là Chủ tịch Chính phủ Nhân dân tỉnh Giang Tô, trong thời điểm hai tỉnh này đều được quản lý hành chính bởi ông.
Năm 1955, theo Hiến pháp Ngũ Tứ, Ủy ban Nhân dân tỉnh Chiết Giang được thành lập. Có bốn Tỉnh trưởng Ủy ban Nhân dân gồm Sa Văn Hán (沙文汉. 1908 – 1964) giai đoạn (1955 – 1957), Hoắc Sĩ Liêm (霍士廉. 1909 – 1996) giai đoạn (1957 – 1958), Châu Kiến Nhân (周建人. 1888 – 1984) giai đoạn (1958 – 1967), Long Tiềm (龙潜. 1913 – 1992) trong năm 1967. Trong số đó, Sa Văn Hán, Hoắc Sĩ Liêm, Long Tiềm chỉ công tác trong thời gian ngắn, Long Tiềm là Thiếu tướng được bổ nhiệm vào đầu năm 1967, kiêm chức Chủ nhiệm Ủy ban Quân Giải phóng Nhân dân Trung Quốc Kiểm soát tỉnh Chiết Giang nhằm phụ trách quân đội kiểm soát Chiết Giang, bị cách chức trong vòng bảy tháng vì không xử lý được sự kiện Ngũ Mã, một vụ xung đột lớn ở Phố Ngũ Mã, con đường thương mại nổi tiếng thuộc Ôn Châu. Châu Kiến Nhân (1888 – 1984) là một trường hợp đặc biệt. Ông quản lý hành chính Chiết Giang năm 1958, khi đã 70 tuổi, cho đến năm 80 tuổi. Châu Kiến Nhân không đi theo Đảng Cộng sản Trung Quốc mà là Hội viên Hội xúc tiến dân chủ Trung Quốc, gọi tắt Dân Tiến hội (民进会) – là một trong những đảng phái dân chủ của Cộng hoà nhân dân Trung Hoa, một trong những người sáng lập năm 1945 và là Chủ tịch Hội xúc tiến dân chủ Trung Quốc 1979 – 1984, Phó Ủy viên trưởng Ủy ban Thường vụ Đại hội Đại biểu Nhân dân Toàn quốc đến khi qua đời.
Năm 1968, Ủy ban Cách mạng tỉnh Chiết Giang được chính thức thành lập và kiểm soát quân sự vẫn được thực hiện. Có ba Chủ nhiệm của Ủy ban Cách mạng, gồm Thiếu tướng Nam Bình (南萍. 1918 – 1989) giai đoạn (1967 – 1973), Đàm Khải Long (谭启龙. 1913 – 2003) giai đoạn (1973 – 1977), Thiếu tướng Thiết Anh (铁瑛. 1916 – 2009) giai đoạn (1977 – 1979). Nam Bình kế nhiệm Long Tiềm, giữ chức vụ Chủ nhiệm Ủy ban Quân Giải phóng Nhân dân Trung Quốc Kiểm soát tỉnh Chiết Giang vào những tháng cuối năm 1967 rồi trở thành Chủ nhiệm Ủy ban Cách mạng tỉnh Chiết Giang năm 1968. Năm 1973, một thời gian sau Sự kiện 13 tháng 9, ông bị cách chức.

### Phát triển đổi mới

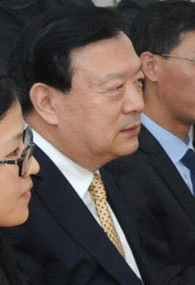
Hạ Bảo Long (1952), Tỉnh trưởng Chiết Giang 2011 – 2012.

Vào tháng 12 năm 1979, Chính phủ Nhân dân tỉnh Chiết Giang được tổ chức lại, và trụ sở Chính phủ Nhân dân tỉnh được đặt tại thủ phủ Hàng Châu. Từ đó cho đến năm 2020, có 12 Tỉnh trưởng Chính phủ Nhân dân tỉnh Chiết Giang, là Lý Phong Bình (李丰平. 1912 – 2008) giai đoạn (1979 – 1983), Tiết Câu (薛驹. 1922) giai đoạn (1983 – 1987), Thẩm Tổ Luân (1987 – 1990), Cát Hồng Thăng (葛洪升. 1931) giai đoạn (1990 – 1993), Vạn Học Viễn (万学远. 1940) giai đoạn (1993 – 1997), Sài Tùng Nhạc (柴松岳. 1941) giai đoạn (1997 – 2002), Tập Cận Bình (2002 – 2003), Lã Tổ Thiện (吕祖善. 1946) giai đoạn (2003 – 2011), Hạ Bảo Long (2011 – 2012), Lý Cường (2012 – 2016), Xa Tuấn (2016 – 2017), hiện là Bí thư Tỉnh ủy tỉnh Chiết Giang, Viên Gia Quân (2017 – nay), đương nhiệm Tỉnh trưởng Chính phủ Nhân dân tỉnh Chiết Giang. Trong đó Tập Cận Bình giữ chức vụ Quyền Tỉnh trưởng Chính phủ Nhân dân tỉnh Chiết Giang từ tháng 10 năm 2002 đến tháng 1 năm 2003, tạm thời trước khi là Bí thư Tỉnh ủy tỉnh Chiết Giang.
Hiện tại, Lý Cường là Ủy viên Ban Thường vụ Bộ Chính trị Đảng Cộng sản Trung Quốc, Tổng lý Quốc vụ viện Cộng hòa Nhân dân Trung Hoa, Lãnh đạo cấp Chính Quốc gia. Cùng với Lãnh đạo cấp Chính Quốc gia, Bí thư thứ Nhất Ban Bí thư Ủy ban Trung ương Đảng kiêm Chủ nhiệm Văn phòng Trung ương Đảng, Chủ nhiệm Văn phòng Tổng Bí thư Thái Kỳ, Lãnh đạo cấp Chính Quốc gia, Phó Tổng lý thứ nhất Quốc vụ viện Đinh Tiết Tường, Lãnh đạo cấp Phó Quốc gia, Bí thư Thành ủy thành phố Thiên Tân Trần Mẫn Nhĩ, Lãnh đạo cấp Phó Quốc gia, Bí thư Thành ủy thành phố Quảng Đông Hoàng Khôn Minh, Bí thư Tỉnh ủy Hà Nam Lâu Dương Sinh, Kiểm sát trưởng Viện Kiểm sát Nhân dân Tối cao Ứng Dũng, nguyên Bí thư Tỉnh ủy Cát Lâm Bayanqolu, Chủ nhiệm Văn phòng Quân ủy Trung ương Trung Quốc Chung Thiệu Quân(钟绍军. 1968) và Lý Cường là thành viên của Quân Chiết Giang Tập Cận Bình, phụ tá Tập Cận Bình từ những năm ông công tác tại Chiết Giang.

## Danh sách Tỉnh trưởng Chính phủ Nhân dân tỉnh Chiết Giang
Từ năm 1949 tính đến hiện tại, Chính phủ Nhân dân tỉnh Chiết Giang có 20 Tỉnh trưởng Chính phủ Nhân dân.
| STT                                                                                           | Tên                                                        | Quê quán                                                   | Sinh năm                                                   | Nhiệm kỳ                                                   | Chức vụ về sau (gồm hiện) | Chức vụ trước, tình trạng                                                                  |
| Chủ tịch Chính phủ Nhân dân tỉnh Chiết Giang (1949 - 1955)                                    | Chủ tịch Chính phủ Nhân dân tỉnh Chiết Giang (1949 - 1955) | Chủ tịch Chính phủ Nhân dân tỉnh Chiết Giang (1949 - 1955) | Chủ tịch Chính phủ Nhân dân tỉnh Chiết Giang (1949 - 1955) | Chủ tịch Chính phủ Nhân dân tỉnh Chiết Giang (1949 - 1955) | Chủ tịch Chính phủ Nhân dân tỉnh Chiết Giang (1949 - 1955) | Chủ tịch Chính phủ Nhân dân tỉnh Chiết Giang (1949 - 1955)                                 |
| --------------------------------------------------------------------------------------------- | ---------------------------------------------------------- | ---------------------------------------------------------- | ---------------------------------------------------------- | ---------------------------------------------------------- | --- | ------------------------------------------------------------------------------------------ |
| 1                                                                                             | Đàm Chấn Lâm                                               | Chu Châu, Hồ Nam                                           | 1902 - 1983                                                | 08/1949 - 01/1955                                          | Nguyên Ủy viên Bộ Chính trị Đảng Cộng sản Trung Quốc, Nguyên Phó Tổng lý Quốc vụ viện, Nguyên Phó Ủy viên trưởng Ủy ban Thường vụ Đại hội Đại biểu Nhân dân Toàn quốc Nguyên Phó Chủ tịch Ủy ban Cố vấn Trung ương Đảng Cộng sản Trung Quốc, Nguyên Bí thư Tỉnh ủy tỉnh Giang Tô, Nguyên Bí thư Tỉnh ủy tỉnh Chiết Giang, Nguyên Tỉnh trưởng Ủy ban Nhân dân tỉnh Giang Tô. | Lãnh đạo cấp Phó Quốc gia. Qua đời năm 1983 tại Bắc Kinh.                                  |
| Tỉnh trưởng Ủy ban Nhân dân tỉnh Chiết Giang (1955 - 1967)                                    |                                                            |                                                            |                                                            |                                                            | |                                                                                            |
| 2                                                                                             | Sa Văn Hán                                                 | Ninh Ba, Chiết Giang                                       | 1908 - 1964                                                | 01/1955 - 11/1957                                          | Nguyên Tỉnh trưởng Ủy ban Nhân dân tỉnh Chiết Giang. | Qua đời năm 1964 tại Hàng Châu.                                                            |
| 3                                                                                             | Hoắc Sĩ Liêm                                               | Hãn Châu, Sơn Tây                                          | 1909 - 1996                                                | 11/1957 - 10/1958                                          | Nguyên Bộ trưởng Bộ Nông thôn Trung Quốc, Nguyên Ủy viên Ủy ban Cố vấn Trung ương Đảng Cộng sản Trung Quốc. | Qua đời năm 1906 tại Bắc Kinh.                                                             |
| 4                                                                                             | Châu Kiến Nhân                                             | Thiệu Hưng,Chiết Giang                                     | 1888 - 1984                                                | 01/1958 - 01/1967                                          | Nguyên Phó Ủy viên trưởng Ủy ban Thường vụ Đại hội Đại biểu Nhân dân Toàn quốc, Nguyên Phó Ủy viên trưởng Ủy ban Thường vụ Đại hội Đại biểu Nhân dân Toàn quốc | Qua đời năm 1999 tại Hàng Châu.                                                            |
| Chủ nhiệm Ủy ban Quân giải phóng Nhân dân Trung Quốc kiểm soát tỉnh Chiết Giang (1967 - 1968) |                                                            |                                                            |                                                            |                                                            | |                                                                                            |
| 5                                                                                             | Long Tiềm                                                  | Cát An, Giang Tây                                          | 1913 - 1992                                                | 01/1967 - 08/1967                                          | Thiếu tướng Giải phóng quân Nhân dân Trung Quốc. Nguyên Chính ủy Quân khu Tế Nam. | Qua đời năm 1992 tại Nam Kinh.                                                             |
| Chủ nhiệm Ủy ban Cách mạng tỉnh Chiết Giang (1968 - 1979)                                     |                                                            |                                                            |                                                            |                                                            | |                                                                                            |
| 6                                                                                             | Nam Bình                                                   | Tân Châu, Sơn Đông                                         | 1918 - 1989                                                | 08/1967 - 05/1973                                          | Thiếu tướng Giải phóng quân Nhân dân Trung Quốc, Nguyên Bí thư Tỉnh ủy tỉnh Chiết Giang. Nguyên Ủy viên Ủy ban Cố vấn Trung ương Đảng Cộng sản Trung Quốc. | Qua đời năm 1989 tại Hàng Châu.                                                            |
| 7                                                                                             | Đàm Khải Long                                              | Cát An, Giang Tây                                          | 1913 - 2003                                                | 05/1973 - 02/1977                                          | Nguyên Bí thư Tỉnh ủy tỉnh Tứ Xuyên, Nguyên Bí thư Tỉnh ủy tỉnh Chiết Giang, Nguyên Ủy viên Ủy ban Cố vấn Trung ương Đảng Cộng sản Trung Quốc. | Qua đời năm 2003 tại Tế Nam.                                                               |
| 8                                                                                             | Thiết Anh                                                  | Bộc Dương, Hà Nam                                          | 1916 - 2009                                                | 02/1977 - 12/1979                                          | Thiếu tướng Giải phóng quân Nhân dân Trung Quốc, Nguyên Bí thư Tỉnh ủy tỉnh Chiết Giang, Nguyên Ủy viên Ủy ban Cố vấn Trung ương Đảng Cộng sản Trung Quốc. | Qua đời năm 2009 tại Hàng Châu.                                                            |
| Tỉnh trưởng Ủy ban Nhân dân tỉnh Chiết Giang (1979 - nay)                                     |                                                            |                                                            |                                                            |                                                            | |                                                                                            |
| 9                                                                                             | Lý Phong Bình                                              | Trùng Khánh                                                | 1912 - 2008                                                | 12/1979 - 04/1983                                          | Nguyên Ủy viên Ủy ban Cố vấn Trung ương Đảng Cộng sản Trung Quốc, Nguyên Chủ nhiệm Ủy ban Thường vụ Đại hội Đại biểu Nhân dân tỉnh Chiết Giang. | Qua đời năm 2008 tại Hàng Châu.                                                            |
| 10                                                                                            | Tiết Câu                                                   | Vận Thành, Sơn Tây                                         | 1922 -                                                     | 04/1983 - 09/1987                                          | Nguyên Ủy viên Ủy ban Thường vụ Đại hội Đại biểu Nhân dân Toàn quốc Cộng hòa Nhân dân Trung Hoa | Trước đó là Phó Bí thư Tỉnh ủy tỉnh Phúc Kiến.                                             |
| 11                                                                                            | Thẩm Tổ Luân                                               | Ninh Ba, Chiết Giang                                       | 1931 -                                                     | 09/1987 - 11/1990                                          | Nguyên Ủy viên thường vụ Ủy ban Toàn quốc Hội nghị Hiệp thương Chính trị Nhân dân Trung Quốc. | Trước đó là Phó Tỉnh trưởng Chính phủ Nhân dân tỉnh Phúc Kiến.                             |
| 12                                                                                            | Cát Hồng Thăng                                             | Nhật Chiếu, Sơn Đông                                       | 1931 -                                                     | 11/1990 - 01/1993                                          | Nguyên Ủy viên Ủy ban Thường vụ Đại hội Đại biểu Nhân dân Toàn quốc Cộng hòa Nhân dân Trung Hoa | Trước đó là Phó Tỉnh trưởng Chính phủ Nhân dân tỉnh Phúc Kiến.                             |
| 13                                                                                            | Vạn Học Viễn                                               | Hoàng Cương, Hồ Bắc                                        | 1940 -                                                     | 01/1993 - 04/1997                                          | Nguyên Thứ trưởng Bộ Nhân lực và An sinh xã hội Trung Quốc, Nguyên Ủy viên thường vụ Ủy ban Toàn quốc Hội nghị Hiệp thương Chính trị Nhân dân Trung Quốc. | Trước đó là Phó Tỉnh trưởng Chính phủ Nhân dân tỉnh Phúc Kiến.                             |
| 14                                                                                            | Sài Tùng Nhạc                                              | Chu San, Chiết Giang                                       | 1941 -                                                     | 04/1997 - 10/2002                                          | Nguyên Chủ nhiệm Ủy ban Điều tiết Điện lực quốc gia Trung Quốc, Nguyên Ủy viên thường vụ Ủy ban Toàn quốc Hội nghị Hiệp thương Chính trị Nhân dân Trung Quốc. | Trước đó là Phó Tỉnh trưởng Chính phủ Nhân dân tỉnh Phúc Kiến.                             |
| 15                                                                                            | Tập Cận Bình                                               | Phú Bình, Thiểm Tây, sinh tại Bắc Kinh                     | 1953 -                                                     | 10/2002 - 01/2003                                          | Nhà lãnh đạo quốc gia tối cao Trung Quốc), Tổng Bí thư Đảng Cộng sản Trung Quốc, Chủ tịch nước Cộng hòa Nhân dân Trung Hoa, Chủ tịch Ủy ban Quân sự Trung ương Đảng Cộng sản Trung Quốc, Ủy viên Ban Thường vụ Bộ Chính trị Đảng Cộng sản Trung Quốc (vị trí thứ nhất), Nguyên Phó Chủ tịch nước Cộng hòa Nhân dân Trung Hoa, Nguyên Bí thư Ban Bí thư Trung ương Đảng Cộng sản Trung Quốc, Nguyên Hiệu trưởng Trường Đảng Trung ương Đảng Cộng sản Trung Quốc, Nguyên Bí thư Thành ủy Thành phố Thượng Hải, Nguyên Bí thư Tỉnh ủy tỉnh Chiết Giang. | Trước đó là Tỉnh trưởng Chính phủ Nhân dân tỉnh Phúc Kiến.                                 |
| 16                                                                                            | Lã Tổ Thiện                                                | Thiên Tân                                                  | 1946 -                                                     | 01/2003 - 08/2011                                          | Nguyên Tỉnh trưởng Chính phủ Nhân dân tỉnh Chiết Giang. | Trước đó là Chủ nhiệm Ủy ban Tài chính và Kinh tế Đại hội Đại biểu Nhân dân.               |
| 17                                                                                            | Hạ Bảo Long                                                | Thiên Tân                                                  | 1952 -                                                     | 08/2011 - 12/2012                                          | Phó Chủ tịch Ủy ban Toàn quốc Hội nghị Hiệp thương Chính trị Nhân dân Trung Quốc, Nguyên Bí thư Tỉnh ủy tỉnh Chiết Giang. | Trước đó là Phó Bí thư Tỉnh ủy tỉnh Chiết Giang                                            |
| 18                                                                                            | Lý Cường                                                   | Thụy An, Chiết Giang                                       | 1959 -                                                     | 12/2012 - 06/2016                                          | Ủy viên Bộ Chính trị Đảng Cộng sản Trung Quốc khóa XIX, Bí thư Thành ủy thành phố Thượng Hải, Nguyên Bí thư Tỉnh ủy tỉnh Giang Tô. | Lãnh đạo cấp Phó Quốc gia. Trước đó là Bí thư Ủy ban Chính trị Pháp luật tỉnh Chiết Giang. |
| 19                                                                                            | Xa Tuấn                                                    | Sào Hồ, An Huy                                             | 1955 -                                                     | 07/2016 - 04/2017                                          | Bí thư Tỉnh ủy tỉnh Chiết Giang, Chủ nhiệm Ủy ban Thường vụ Đại hội Đại biểu Nhân dân tỉnh Chiết Giang. | Trước đó là Phó Bí thư Khu ủy khu tự trị Uyghur Tân Cương                                  |
| 20                                                                                            | Viên Gia Quân                                              | Thông Hóa, Cát Lâm                                         | 1962 -                                                     | 04/2017 -                                                  | Ủy viên Ủy ban Trung ương Đảng Cộng sản Trung Quốc khóa XIX. Bí thư Tỉnh ủy tỉnh Chiết Giang. | Trước đó là Phó Bí thư Tỉnh ủy tỉnh Chiết Giang.                                           |
| 21                                                                                            | Trịnh Sách Khiết                                           | Chương Châu, Phúc Kiến                                     | 1961                                                       | 09/                                                        | Chủ nhiệm Ủy ban Cải cách và Phát triển Quốc gia Bí thư Tỉnh ủy tỉnh An Huy Phó Bí thư Tỉnh ủy, Tỉnh trưởng Chính phủ Nhân dân tỉnh Chiết Giang. | Trước đó là Phó Bí thư Tỉnh ủy tỉnh Chiết Giang.                                           |
| 22                                                                                            | Vương Hạo                                                  | Hà Trạch, Sơn Đông                                         | 1963                                                       | 10/                                                        | Phó Bí thư Tỉnh ủy, Tỉnh trưởng Chính phủ Nhân dân tỉnh Chiết Giang. | Trước đó là Bí thư Thành ủy Tây An.                                                        |

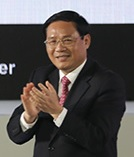
Lý Cường (1959 -), Ủy viên Bộ Chính trị Đảng Cộng sản Trung Quốc, nguyên Tỉnh trưởng Chính phủ Nhân dân tỉnh Chiết Giang (2012 - 2016).
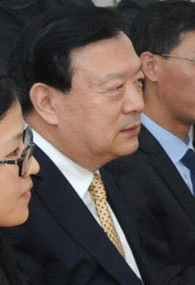
Hạ Bảo Long (1952), Tỉnh trưởng Chính phủ Nhân dân tỉnh Chiết Giang (2011 - 2012).
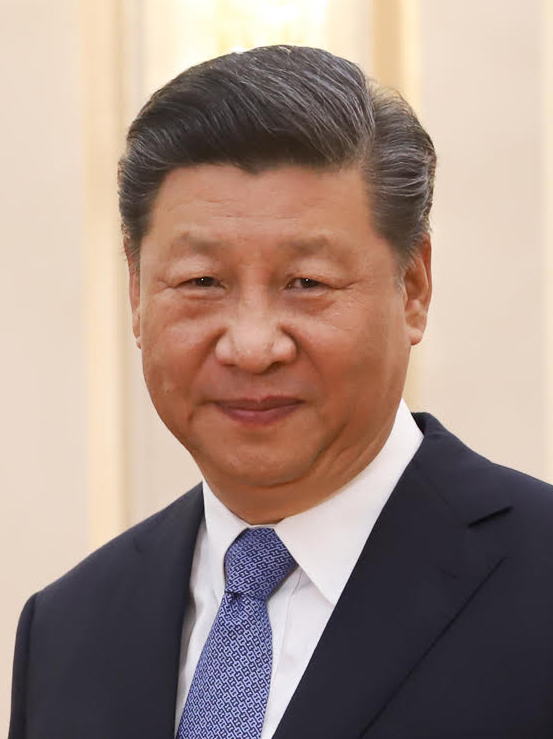
Tập Cận Bình (1953), Nhà lãnh đạo quốc gia tối cao Trung Quốc), Tổng Bí thư Đảng Cộng sản Trung Quốc, Chủ tịch nước Cộng hòa Nhân dân Trung Hoa, Chủ tịch Ủy ban Quân sự Trung ương Đảng Cộng sản Trung Quốc, Quyền Tỉnh trưởng Chính phủ Nhân dân tỉnh Chiết Giang (2002 - 2003).
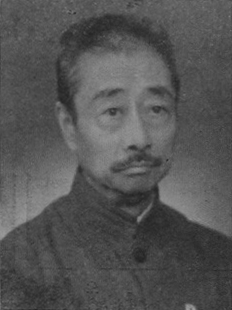
Châu Kiến Nhân (1888 - 1984), nguyên Phó Ủy viên trưởng Ủy ban Thường vụ Đại hội Đại biểu Nhân dân Toàn quốc, nguyên Tỉnh trưởng Ủy ban Nhân dân tỉnh Chiết Giang (1958 - 1967).
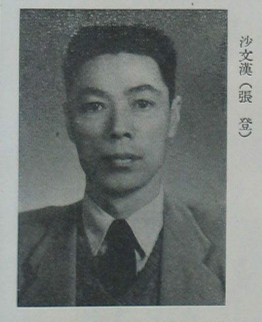
Sa Văn Hán (1908 - 1964), nguyên Tỉnh trưởng Ủy ban Nhân dân tỉnh Chiết Giang (1955 - 1957).
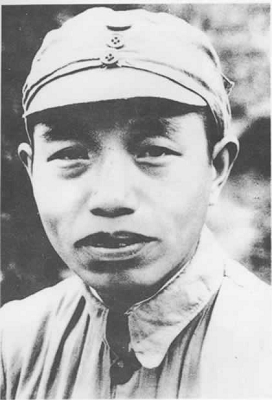
Đàm Chấn Lâm (1902 - 1983), nguyên Ủy viên Bộ Chính trị Đảng Cộng sản Trung Quốc, nguyên Phó Tổng lý Quốc vụ viện nguyên Tỉnh trưởng Chính phủ Nhân dân tỉnh Giang Tô đầu tiên (1949 - 1955).

## Tên gọi khác của chức vụ Tỉnh trưởng Chính phủ Nhân dân

#### Chủ tịch Chính phủ Nhân dân tỉnh Chiết Giang (1949 - 1955)

Chiết Giang

- Đàm Chấn Lâm, nguyên Chủ tịch Chính phủ Nhân dân tỉnh Chiết Giang (1949 - 1955).

#### Tỉnh trưởng Ủy ban Nhân dân tỉnh Chiết Giang (1955 - 1967)
- Sa Văn Hán, nguyên Tỉnh trưởng Ủy ban Nhân dân tỉnh Chiết Giang (1955 - 1957).
- Hoắc Sĩ Liêm, nguyên Tỉnh trưởng Ủy ban Nhân dân tỉnh Chiết Giang (1957 - 1958).
- Châu Kiến Nhân, nguyên Tỉnh trưởng Ủy ban Nhân dân tỉnh Chiết Giang (1958 - 1967).

#### Chủ nhiệm Ủy ban Quân Giải phóng Nhân dân Trung Quốc Kiểm soát tỉnh Chiết Giang (1967 - 1968)
- Long Tiềm, Thiếu tướng Giải phóng quân Nhân dân Trung Quốc, nguyên Chủ nhiệm Ủy ban Quân Giải phóng Nhân dân Trung Quốc Kiểm soát tỉnh Chiết Giang (1967).
- Nam Bình, nguyên Chủ nhiệm Ủy ban Quân Giải phóng Nhân dân Trung Quốc Kiểm soát tỉnh Chiết Giang (1968).

#### Chủ nhiệm Ủy ban Cách mạng tỉnh Chiết Giang (1968 - 1979)
- Nam Bình, nguyên Chủ nhiệm Ủy ban Cách mạng tỉnh Chiết Giang (1968 - 1973).
- Đàm Khải Long, nguyên Chủ nhiệm Ủy ban Cách mạng tỉnh Chiết Giang (1973 - 1977).
- Thiết Anh, nguyên Chủ nhiệm Ủy ban Cách mạng tỉnh Chiết Giang (1977 - 1979).

## Các lãnh đạo quốc gia Trung Quốc từng là Tỉnh trưởng Chính phủ Nhân dân tỉnh Chiết Giang

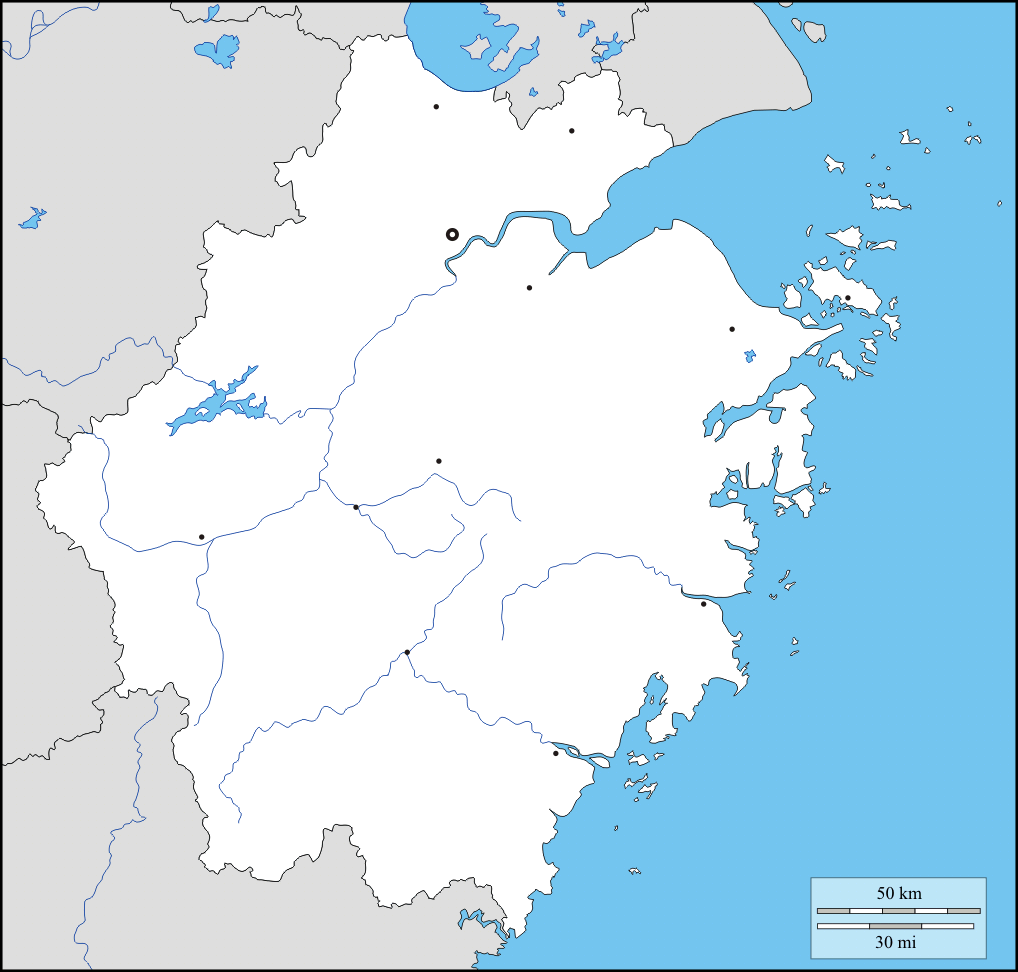
Bản đồ Chiết Giang

Trong lịch sử, có lãnh đạo Quốc gia từng giữ vị trí lãnh đạo Phúc Kiến:
- Tập Cận Bình[21], Nhà lãnh đạo quốc gia tối cao Trung Quốc), Tổng Bí thư Đảng Cộng sản Trung Quốc, Chủ tịch nước Cộng hòa Nhân dân Trung Hoa, Chủ tịch Ủy ban Quân sự Trung ương Đảng Cộng sản Trung Quốc, nguyên Tỉnh trưởng Chính phủ Nhân dân tỉnh Phúc Kiến (1999 - 2002).

Ngoài ra còn có:
- Lý Cường (1959 -), Ủy viên Bộ Chính trị Đảng Cộng sản Trung Quốc, Bí thư Thành ủy thành phố Thượng Hải, nguyên Tỉnh trưởng Chính phủ Nhân dân tỉnh Chiết Giang (2012 - 2016).
- Đàm Chấn Lâm (1902 - 1983), nguyên Ủy viên Bộ Chính trị Đảng Cộng sản Trung Quốc, nguyên Phó Tổng lý Quốc vụ viện nguyên Tỉnh trưởng Chính phủ Nhân dân tỉnh Chiết Giang đầu tiên (1949 - 1955).